# Pegasus laternarius
Pegasus laternarius är en fiskart som beskrevs av Cuvier, 1816. Pegasus laternarius ingår i släktet Pegasus och familjen Pegasidae. IUCN kategoriserar arten globalt som sårbar. Inga underarter finns listade i Catalogue of Life.